# Bernardo Ribas Carli
Bernardo Guimarães Ribas Carli (Guarapuava, 26 de fevereiro de 1986 - Paula Freitas, 22 de julho de 2018) foi um administrador e político brasileiro. Na ocasião de sua morte, era Deputado Estadual do Estado do Paraná na 18ª Legislatura (2015-2019) pelo Partido da Social Democracia Brasileira (PSDB).

## Biografia
Jovem de família tradicional da política paranaense, filho do político Luiz Fernando Ribas Carli, ex-prefeito de Guarapuava, e de Ana Rita Slaviero Guimarães. Era sobrinho do deputado estadual Plauto Miró Guimarães Filho, neto do ex-prefeito de Ponta Grossa, Plauto Miró Guimarães, e bisneto do senador Flávio Carvalho Guimarães.
É irmão de Luiz Fernando Ribas Carli Filho ex-deputado estadual do Estado do Paraná (2007-2009) que renunciou ao mandato durante sua primeira legislatura em razão de ter causado um acidente automobilístico que resultou na morte de dois jovens em Curitiba, ao dirigir embriagado um veículo, a cerca de 170 quilômetros por hora. Entre as vítimas estava Gilmar Rafael Souza Yared, filho da empresária e deputada federal, Christiane Yared. Posteriormente o político, que acumulava 30 multas, das quais 23 por excesso de velocidade, foi condenado em júri popular a 9 anos e 4 meses de prisão pelo crime.
Natural de Guarapuava no interior do Estado do Paraná, radicou-se na capital do Estado, Curitiba, local onde iniciou e finalizou seus estudos no curso de Administração da Universidade Positivo (UP).

### Política
Iniciou suas atividades na vida política em 2009, oportunidade em que se filiou ao Partido da Social Democracia Brasileira (PSDB).
Candidatou-se ao cargo de Deputado Estadual do Estado do Paraná nas Eleições de 2010 pelo Partido da Social Democracia Brasileira (PSDB), que formou coligação nas eleições proporcionais daquele ano com o PRB, PP, PTB e DEM, obtendo 33.645 votos, votação que o posicionou como 2º suplente de sua coligação.
Nas Eleições de 2014, como candidato pela coligação Avança Paraná (DEM, PHS, PSB, PSDB e PROS), foi reeleito Deputado Estadual do Estado do Paraná com 55.481 votos.

#### Primeiro mandato
Diplomado como 2º suplente de sua coligação nas Eleições de 2010, foi empossado em seu 1º mandato como Deputado Estadual do Estado do Paraná em 4 de abril de 2011 em razão do pedido de licença de 124 dias para tratamento médico do Deputado Estadual Osmar Bertoldi.
Com o fim da licença, manteve-se no cargo de Deputado Estadual em virtude de novo afastamento do Deputado Estadual Osmar Bertoldi em 8 de agosto de 2011 que assumiu a Secretaria de Política Habitacional do Município de Curitiba, então governada pelo Prefeito Luciano Ducci.
Em abril de 2012, o Deputado Osmar Bertoldi retornou ao seu posto na Assembleia Legislativa do Paraná, no entanto, Bernardo Ribas Carli permaneceu como Deputado Estadual em razão de outra licença de 130 dias para tratamento médico do Deputado Estadual Nelson Garcia, também de sua coligação.
Passado o período de licença o Deputado Estadual Nelson Garcia assumiu o cargo do qual estava afastado. Todavia, novamente, o Deputado Estadual Osmar Bertoldi assumiu a supracitada Secretaria do Município de Curitiba de forma definitiva, mantendo Bernardo Ribas Carli no cargo.
Em 16 de julho de 2013, com a eleição do então Deputado Estadual Fábio Camargo para o cargo de Conselheiro do Tribunal de Contas do Estado do Paraná e a sua consequente renúncia ao mandato eletivo, Bernardo Ribas Carli assumiu em definitivo o cargo de Deputado Estadual do Paraná na 17ª Legislatura (2011-2015).

#### Cassação do mandato e suspensão da decisão pelo TSE
Em 19 de outubro de 2011 Bernardo Ribas Carli foi cassado por unanimidade pelo Tribunal Regional Eleitoral do Estado do Paraná por suposto gasto ilícito de recursos em sua campanha nas Eleições de 2010.
No entanto, em 26 de outubro de 2011 o Ministro Marco Aurélio Mello do Tribunal Superior Eleitoral suspendeu a eficácia da decisão proferida pelo TRE-PR mantendo Bernardo Ribas Carli no exercício regular de seu mandato eletivo.
Em 19 de janeiro de 2014 os mesmos fatos geraram a abertura de investigação criminal e consequente Ação Penal em face de Bernardo Ribas Carli após o TRE-PR ter recebido denúncia apresentada pelo Ministério Público Eleitoral com base em suposta infringência de dois artigos do Código Eleitoral, em razão de declaração falsa em prestação de contas eleitoral e por fazer uso dos documentos falsificados.

#### Atividade legislativa

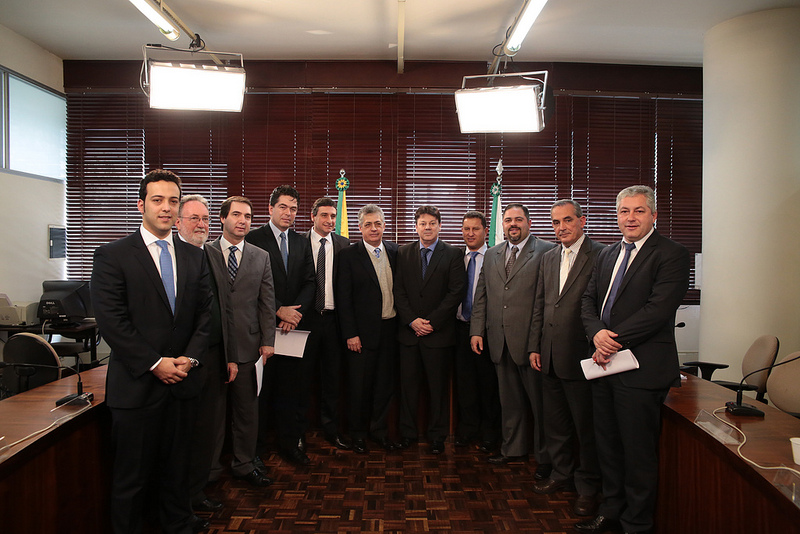
1ª Reunião da CPI dos Pedágios na Assembleia Legislativa do Estado do Paraná em julho de 2013

Como Deputado Estadual atuou como membro titular da Comissão de Constituição e Justiça, da Comissão de Cultura e da Comissão de Turismo, vice-presidente da Comissão de Ciência e Tecnologia e suplente das Comissões de Direitos Humanos e Cidadania, Esportes e da Juventude.
Participou, como membro titular, da Comissão Parlamentar de Inquérito da Telefonia Móvel, bem como foi indicado por seu partido para compor, como membro titular, a Comissão Parlamentar de Inquérito do Pedágio, instituída em 9 de julho de 2013.
Em quase três anos de mandato apresentou cerca de 25 (vinte e cinco) Projetos de Lei e mais de 300 (trezentas) Indicações Legislativas.
Dentre os Projetos de Lei apresentados, ganharam destaque a proposta que regulamentava a cobrança do couvert, sendo aprovada pela Assembleia Legislativa do Paraná e posteriormente sancionada pelo Governador do Estado, tornando-se a Lei Estadual nº 17.301/2012.
Destacaram-se, também, a proposta de destinação de vagas de estacionamento específicas para gestantes, aprovada e sancionada como a Lei nº 18.047/2014, além da proposição de identificação dos torcedores nos estádios de futebol no Estado do Paraná, que em dezembro de 2013, após o violento confronto entre torcedores de Atlético-PR e Vasco durante partida válida pela última rodada do Campeonato Brasileiro daquele ano, ganhou notoriedade com ampla divulgação midiática e debate público, que acarretou em sua aprovação e sanção como a Lei Estadual nº 17.951/2014.
Em relação a sua atuação política como parlamentar, foi atuante na proposição e defesa do Projeto de Lei que previa a criação do programa Paraná Igual, cuja intenção era fomentar o investimento industrial nas regiões com menor IDH do Estado do Paraná, propositura esta que foi utilizada pelo Governo do Estado na elaboração de estudos que possibilitassem o desenvolvimento igualitário de todo o ente federativo.
Apoiou e defendeu, durante sua campanha eleitoral e seu mandato, a criação e instalação de um Hospital Regional em Guarapuava, apto a atender as demandas da região, bem como a implantação do curso superior de Medicina na cidade de Guarapuava, a fim de fomentar maior formação e disponibilização de profissionais da área na localidade.  Em 2013 tanto o Governador do Estado do Paraná, Beto Richa, quanto a Presidente da República, Dilma Rousseff, atenderam os pleitos e anseios da região anunciando a instalação do Hospital Regional de Guarapuava em 14 de março de 2013 e a implantação do curso superior de Medicina na cidade de Guarapuava em 8 de julho de 2013 respectivamente.

### Operação Capistrum
Em dezembro de 2015 o Tribunal Regional Eleitoral do Paraná, juntamente com o Grupo de Atuação Especial de Repressão ao Crime Organizado, iniciou uma investigação contra Bernardo Ribas por irregularidades e crimes eleitorais durante o período de campanha para a sua reeleição em 2013. A investigação recebeu o nome de Operação Capistrum.

### Morte
Morreu em decorrência da queda de um avião no município de Paula Freitas no dia 22 de julho de 2018.